# Alfred J. Gross

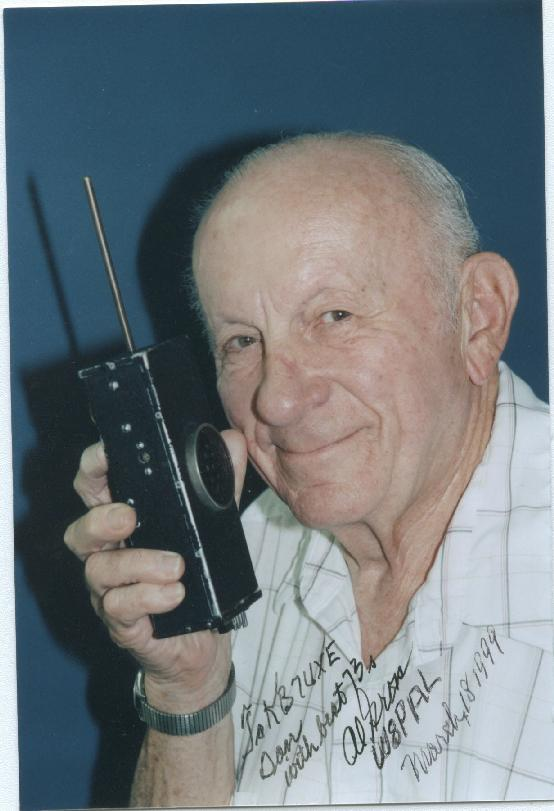
Alfred Gross met een walkietalkie

Alfred J. (Al) Gross (Toronto, 22 februari 1918 – Sun City (Arizona), 21 december 2000) was een Amerikaans pionier op gebied van mobiele draadloze communicatieapparatuur. Hij was de uitvinder van enkele belangrijke twintigste-eeuwse radiocommunicatiemiddelen, zoals de portofoon ("walkietalkie"), de 27 MC-radio, de semafoon ("pieper") en een draadloze telefoon. Hij was een man die zijn tijd ver vooruit was. Ondanks het succes van deze uitvindingen waren zijn patenten vaak al verlopen voordat hij er veel geld aan kon verdienen.

## Biografie
Gross werd geboren in het Canadese Toronto als zoon van Roemeense immigranten, maar groeide op in het Amerikaanse Cleveland, Ohio.
Zijn levenslange enthousiasme voor radio's kwam voor het eerst naar voren toen hij als negenjarige jongen met een stoomboot over het Eriemeer reisde. Aan boord kwam hij al dolend terecht in de radiokamer van de boot. De radio-operator nam de jonge Alfred op schoot en liet hem meeluisteren met de uitzendingen. Later veranderde Gross de kelder van zijn ouderlijk huis in een radiostation, gebouwd van slooponderdelen die nog bruikbaar waren.
Toen hij zestien was verkreeg hij zijn vergunning als radioamateur, waarna hij – voor de rest van zijn leven – onder de roepletters W8PAL zou uitzenden.

### Walkietalkie
Zijn interesse en kennis in radiotechnologie was aanzienlijk toegenomen rond de tijd dat hij in 1936 zijn studie elektrotechniek afrondde aan de Cleveland's Case of Applied Sciences (nu onderdeel van de Case Western Reserve University). Hij was vastberaden om de ongekende en ongebruikte frequentieband boven de 100 MHz te onderzoeken voor mobiele radiocommunicatie. Het idee van een draagbare radiozendontvanger was niet nieuw. In 1937 bouwde Donald Hings reeds een waterdichte veldradio, 5½ kg zwaar en zo groot als een broodrooster.
Tussen 1938 en 1941 vond Gross een handzamere, lichtgewicht tweewegradio uit, de portofoon of "walkietalkie". Zijn ontwerp trok de aandacht van William Joseph Donovan, oprichter van het Amerikaanse Office of Strategic Services (OSS, het tegenwoordige CIA), dat hem vervolgens rekruteerde om draagbare radio's te ontwerpen. Met name tijdens de Tweede Wereldoorlog zouden Gross' ontwerpen een grote rol spelen, omdat soldaten met de portofoon met elkaar konden communiceren.
Voor de OSS ontwikkelde Gross later in het project, met de codenaam Joan-Eleanor, een nog kleiner model portofoon dat door geheim agenten en spionnen gebruikt werd om op korte afstanden van elkaar te communiceren. Vanwege de korte afstanden konden de radiozenders niet door opsporingsdiensten uitgepeild en opgespoord worden.

### CB-radio
Na de oorlog gaf het Amerikaanse Federal Communications Commission (FCC) de eerste frequentieband vrij voor persoonlijke radiodiensten – de "Citizens' Radio Service Frequency Band" (in Nederland en België bekend als de 27 MHz-band) voor communicatie over korte afstanden. Gross richtte direct daarna een bedrijf, Citizens Radio Corporation, op voor de productie van tweewegradio-ontvangers die van deze frequentie gebruik maakten. Apparatuur van zijn bedrijf was in 1948 de eerste die door de FCC werd toegelaten voor de nieuwe CB-band. Hij verkocht meer dan 100 000 radio's, de meeste aan boeren, vrachtwagenchauffeurs en de Amerikaanse kustwacht.
Tijdens de jaren 1970 steeg hun populariteit wereldwijd, onder meer versterkt door films zoals Smokey and the Bandit en de televisieserie The Dukes of Hazzard. Gevolg hiervan was dat regeringen over de hele wereld noodgedwongen de 27 MHz-frequentie moesten vrijgeven, vaak nadat 27 MC-radioapparatuur was geïmporteerd en illegaal werd gebruikt.

### Telefoonpieper
Een andere doorbraak van Gross kwam in 1949 toen hij zijn tweewegradio's geschikt maakte voor draadloze telefoonoproep, de semafoon of telefoonpieper. Het apparaat was ontworpen als hulpmiddel in de medische professie. Het reageerde op specifieke hoogfrequente radiosignalen en piepte om artsen te alarmeren bij een noodgeval. Het werd voor het eerst geïntroduceerd in een New Yorks ziekenhuis, het Jewish Hospital.
Desondanks werd de semafoon in eerste instantie niet goed ontvangen – sommige artsen waren bang dat patiënten er overstuur van zouden raken of dat het zou storen tijdens hun golfspel. Maar al snel groeide de semafoon uit tot een nuttig en onmisbaar instrument voor de medische wereld.

### Latere jaren
In 1950 probeerde hij vergeefs telefoonbedrijven te interesseren voor de mobiele telefoon. Het grote Bell Telephone Company, later AT&T, was niet geïnteresseerd en andere bedrijven waren bang vanwege Bells monopoliepositie op het gebied van vaste telefonie.
Desondanks bleef Gross doorgaan met uitvinden, en werkte als specialist in microgolf en communicatiesystemen voor bedrijven zoals Sperry, General Electric en Westinghouse. De laatste tien jaar van zijn leven werkte hij voor Orbital Sciences in Chandler, waar hij actief was als uitvinder en senior-engineer op gebied van ruimtevaartsatellieten en militaire elektrische en elektronische systemen. Hij overleed op 82-jarige leeftijd na een kort ziekbed.

## Erkenning
Gross verkreeg veel erkenning voor zijn werk, waaronder de volgende prijzen en eerbetoon:
- 1984: IEEE Centennial Medal, voor zijn werk in VHF- en UHF- mobile radio
- 1992: Fred B. Link Award, van de Radio Club of America
- 1997: Marconi Memorial Gold Medal of Achievement van de Veteran Wireless Operators Association
- 1999: Edwin Howard Armstrong Achievement Award van het Institute of Electrical and Electronics Engineers (IEEE)
- 2000: IEEE Millennium Medal
- 2000: Lemelson-MIT Lifetime Achievement Award for Invention and Innovation

## Trivia
- Cartoonist Chester Gould kreeg van Gross toestemming om in zijn Dick Tracy-boeken gebruik te maken van diens concept van een horloge-radio, nadat hij hem eens had bezocht en daar een prototype had zien liggen.